# 이노와이어리스
이노와이어리스(Innowireless)는 2000년에 설립된 대한민국의 전자기파 측정, 시험 및 분석기구 제조업체로, 이동통신 계측시스템과 계측장비의 개발, 제조 및 판매가 주요 사업이다. 2005년 코스닥 시장에 상장되었다. 국내 최초로 무선망 최적화 장비를 만들었으며, 주요 제품으로는 무선망 최적화 장비 OPTis, Remote DM 과 유무선망 통합 실험장비 E2ES, 계측장비로 PCDA, AROMA, ISG-501A, ISA-501A 등이 있다. 2009년 2월 4일, 프로토콜 적합성 시험에 대한 이원화 처리시스템의 특허를 취득했다. 이 특허는 프로토콜 적합성 시험의 실시간성을 보장을 위한 것이다.

## 제 품
- 무선망 최적화 솔루션
- Big Data 솔루션
- 통신 T&M 솔루션
- SmallCell 솔루션

## 연 혁
- 이노와이어리스 연혁
  - 연도 주요내용
    - 2025.2. 자회사 큐셀네트웍스와 합병 계약 체결
    - 2020.11. LIG 넥스원 자회사로 편입
    - 2018.12. 경기가족친화 일하기 좋은기업 선정(경기도지사)
    - 2018.12. IT품질경영시스템 ‘TL 9000’ 인증 획득
    - 2018.08. 환경경영시스템 ‘ISO14001’ 인증 획득
    - 2018.04. 직무발명보상 우수기업 선정(특허청)
    - 2017.12. 2018 청년친화강소기업 선정(고용노동부)
    - 2017.11. KT Partner Award 우수상 수상(KT)
    - 2017.07. INNO-BIZ 기업 확인(중소기업청)
    - 2017.06. 스몰셀 솔루션 사업부문 단순ㆍ물적분할 실시 (주식회사 큐셀네트웍스 설립)
    - 2017.03. 벤처기업확인(기술보증기금)
    - 2016.05. Innowireless India Private Limited (인도법인) 설립
    - 2016.05. KT Partner Award 우수상 수상(KT)
    - 2015.11. IT품질경영시스템 ‘TL 9000’ 인증 획득
    - 2015.11. 직무발명보상 우수기업 선정(특허청
    - 2015.11. 경기가족친화 일하기 좋은기업 선정(경기도지사)
    - 2015.08. 환경경영시스템 ‘ISO14001’ 인증 획득
    - 2015.05. 15년도 글로벌강소기업육성사업 선정(중소기업청)
    - 2015.03. 벤처기업확인(기술보증기금)
    - 2014.12. 2014 대한민국 ICT 대상(네트워크부문 우수상) 장관상 수상
    - 2014.12. 본사이전(경기 성남시 분당구 서현로 190)
    - 2014.11. 2014 전자ICT 특허경영대상 특허청장 표창 수상(한국전자정보통신산업진흥회)
    - 2014.11. 제14회 모바일기술대상 한국정보통신진흥협회장상 수상(한국정보통신진흥협회)
    - 2014.10. 한국형 히든챔피언 선정(중소기업청)
    - 2014.07. INNO-BIZ 기업 확인(중소기업청)
    - 2014.03. 삼성전자 혁신기술 기업 협의회 회원사 선정
    - 2013.12. 세계일류상품 승격기업 산업통상자원부장관상 수상(산업통상자원부장관)
    - 2013.11. 대한민국 IT Innovation 대상 미래부장관상 수상(정보통신산업진흥원)
    - 2013.04. LTE 통화품질(VoLTE, POLQA) 측정장비 인증(독일 OPTicom社)
    - 2013.03. 벤처기업확인(기술보증기금)
    - 2012.12. 2,000만불 수출의탑 수상(대한무역협회)
    - 2012.08. ISO14001 환경경영시스템 인증 획득
    - 2012.07. '경기도 일하기 좋은기업' 선정(경기도)
    - 2012.02. ㈜모비안 지분 인수
    - 2012.02. 대한민국 신성장동력 미래선도 기업 인증(머니투데이)
    - 2011.12. 'LTE용 단말기 계측장비' 세계일류상품 및 생산기업 선정(한국생산성본부)
    - 2011.12. 신성장 경영대상 지경부장관상 수상(한국지식정보화연구원)
    - 2011.07. INNO-BIZ 기업 확인(중소기업청)
    - 2011.03. 벤처기업확인(기술보증기금)
    - 2011.02. DVB-H Certification System GCF 인증 획득
    - 2010.11. 제11회 전파방송신기술상 대통령상 수상(방통위)
    - 2010.10. LTE용 단말기 계측장비 반제품(SKD)공급 계약 체결(미국Agilent社)
    - 2010.05. 신제품(NeP마크)인증 획득(지식경제부)
    - 2010.05. LTE용 단말기 계측장비 독점 공급 계약 체결(미국Agilent社)
    - 2009.09. 해외판매법인 Accuver 설립
    - 2009.07. 대한민국 신성장동력 우수기업 선정(이동통신 시험 및 계측장비)
    - 2009.04. 신기술(NeT마크)인증 획득(지식경제부)
    - 2009.02. 벤처기업확인(기술보증기금)
    - 2009.02. 단말기 계측장비 통합브랜드 'Accuver' 런칭(스페인 MWC)
    - 2008.12.02. 무역의날 1천만불 수출의 탑 및 국무총리표창 수상
    - 2008.10 중소기업기술대전 기술혁신상 대상 대통령상 수상
    - 2008.10 Agilent社에 WiMAX계측장비 공급 계약 연장
    - 2007.06 세계일류상품 및 생산기업 선정(산업자원부)
    - 2007.05 무상증자(자본금: 2,927백만원으로 변경)
    - 2007.04 RCT Frame Agreement(독일 R&S사)
    - 2007.03 Mobile WiMAX PCT용 S/W 라이선스 계약 (미국 Agilent사)
    - 2007.02 Alliance Agreement체결(미국Agilent사)
    - 2006.12 IT품질인증 "TL9000"획득
    - 2006.06 Mobile WiMAX용 단말기 계측장비 세계최초 개발
    - 2006.02 WiBro용 단말기 계측장비 세계최초 개발
    - 2005.10 음성품질(MOS)알고리즘 국제공식인증 획득(독일 OPTicom사)
    - 2005.02 코스닥시장 상장 및 매매개시
    - 2004.12 무선망최적화장비 "OPTis" 전파신기술상 대통령상 수상(정보통신부)
    - 2004.11 500만불 수출탑 수상 (대한무역협회)
    - 2004.02 유무선망 통합시험장비 IR52 장영실상 수상 (과학기술부)
    - 2003.12 300만불 수출탑 수상 (대한무역협회)
    - 2003.08 미국 현지법인 "WIRELESS LOGIX Inc." 설립
    - 2002.12 올해의 정보통신 중소기업 정보통신부 장관상 수상
    - 2001.11 CDMA 2000 1x EVDO PN Scanner 개발
    - 2001.09 신기술 (KT 마크) 인정(과학기술부)
    - 2000.11 무선망최적화 장비 개발
    - 2000.09 (주)이노와이어리스 설립